# 楊世鳳
楊世鳳（1521年—？），字應韶，號桂林，山東臨清衛軍籍山西絳州人，明朝政治人物。

## 生平
嘉靖二十八年（1543年）己酉科山東鄉試第三十二名舉人。嘉靖三十二年（1553年）中式癸丑科會試第一百二十二名，三甲第五十五名進士。大理寺观政，授河南河内知县，考选科道，未授卒。

## 家族
曾祖楊威；祖父楊整；父楊玘，母王氏。兄世鸞。